# Georgisches Nationales Handschriftenzentrum
Das Georgische Nationale Handschriftenzentrum (georgisch ხელნაწერთა ეროვნული ცენტრი, Chelnazerta Erownuli Zentri, wissenschaftliche Transliteration: Xelnacert’a Evronuli C’entri) ist eine Forschungsstelle und zugleich Archiv mit Sitz in Tiflis. Schwerpunkte sind georgische und fremdsprachige Handschriften, alte Bücher, historische Dokumente und Nachlässe berühmter Georgier.

## Geschichte
Das Zentrum wurde am 30. Juni 1958 auf der Basis der Bestände der Handschriftenabteilung des Georgischen Staatlichen Museums zunächst als Handschriften-Institut der Georgischen Akademie der Wissenschaften gegründet. Der Gründer und erste Direktor des damaligen Instituts war Ilia Abuladse. 1962 wurde das Institut in Korneli-Kekelidse-Institut für Handschriften umbenannt, 2006 aus der Wissenschaftsakademie ausgegliedert und zu einer Einrichtung des öffentlichen Rechts erklärt. Am 23. Mai 2007 wurde der Name erneut geändert, nunmehr in Nationales Handschriftenzentrum. Heutiger Direktor ist der Historiker Buba Kudawa. Dem Zentrum steht ein Wissenschaftsbeirat zur Seite, aktuell unter dem Vorsitz des Historikers Schalwa Gloweli.

### Direktoren
- Ilia Abuladse (1958–1968)
- Elene Metreweli (1968–1989)
- Sasa Aleksidse (1989–2006)
- Buba Kudawa, seit 2006

## Bestand
Die Sammlung des Nationalen Zentrums für Manuskripte enthält Codices, handgeschriebene Bücher, historische Dokumente, persönliche Archivalien, Frühdrucke, seltene Publikationen und Nachlässe.

### Schätze der Sammlung

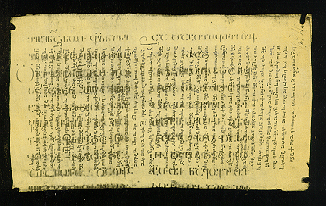
Georgisches Palimpsest des 5. bis 6. Jh., Georgische Handschriftensammlung
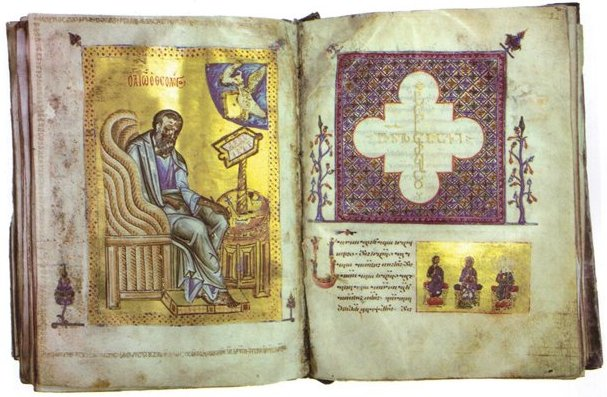
Evangeliar von Gelati (Q-908), Georgische Handschriftensammlung
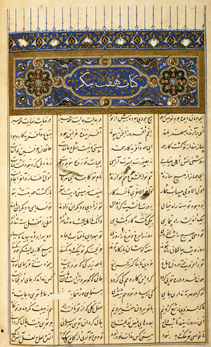
Persisches Manuskript, Orientalische Handschriftensammlung
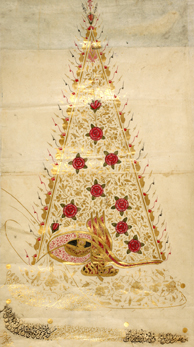
Türkisches Manuskript, Orientalische Handschriftensammlung

## Aufgaben
Das Zentrum führt verschiedene Projekte in der wissenschaftlichen Handschriftenforschung durch, dazu Restaurierungen alter Handschriften und veranstaltet Ausstellungen zu georgischen und fremdsprachigen Manuskripten. Das im Zentrum aufbewahrte wertvolle Material wird beschrieben, systematisiert, studiert, veröffentlicht, wozu auch Datenbanken dienen sollen.
Das Zentrum verfügt auch über auch eine reiche wissenschaftliche Bibliothek.
Einige Räume sind als Gedenkkabinette für Persönlichkeiten wie Korneli Kekelidse, einem der ersten Erforscher georgischer Handschriften, Iwane Dschawachischwili, dem Gründer Ilia Abuladse, Nikolos Berdsenischwili, Elene Metreweli und Schalwa Amiranaschwili eingerichtet.

## Veröffentlichungen
Der Veröffentlichung von philologisch-historischen Forschungsarbeiten dient:
- Mravaltavi. Band 1, 1964; Neue Serie: Band 1, 1971 ff. ISSN 0234-7385

Eine Einführung in den Arbeitsbereich des Instituts bietet:
- Jost Gippert: Georgische Handschriften. In Zusammenarbeit mit dem Nationalen Korneli-Kekelidze-Handschriftenzentrum Georgiens und unter Mitwirkung von Zurab Tchumburidze und Elene Machavariani. Reichert, Wiesbaden 2018, ISBN 978-3-95490-322-1.